# Nacho Vidal
Nacho Vidal, ursprungligen Ignacio Jordà González, född 30 december 1973 i Barcelona, är en spansk porrskådespelare.
Vidal hade en svår uppväxt och efter drogrelaterade problem skrev han in sig i den spanska armén. Vid 21 års ålder gick han in i pornografibranschen när han hade sex med sin dåvarande flickvän framför kameran. Han mötte nu också chefen för den erotiska filmfestivalen i Barcelona, José María Ponce, som introducerade honom i branschen.
Under Rocco Siffredis vingar flyttade Vidal till Hollywood 1998, och han har sedan dess medverkat i minst 990 titlar (fram till 2023), flertalet regisserade av honom själv. Han är speciellt känd för sin stora penis och sitt aggressiva sätt i sina scener.

## Utmärkelser (urval)[3]
- 2001 – AVN Award för "Best Sex Scene in a Foreign-Shot Production", Buttman's Anal Divas 1
- 2012 – AVN Award för "Best Three-Way Sex Scene: G/G/B", Ass Worship 13
- 2012 – XBiz Award för "Foreign Male Performer of the Year"
- 2013 – AVN Award för "Best Boy/Girl Sex Scene", Alexis Ford Darkside